# Фаднавис, Девендра
Девендра Гангадхаррао Фаднавис (маратхи देवेंद्र फडणवीस; род. 22 июля 1970, Нагпур, Махараштра) — индийский политик, занимающий пост 9-го и нынешнего заместителя главного министра Махараштры с 30 июня 2022 года. Он занимал пост 18-го главного министра Махараштры с 31 октября 2014 по 12 ноября 2019. Приведенный к присяге в возрасте 44 лет, он является вторым самым молодым главным министром в истории Махараштры после Шарада Павара. Он отбыл 5-дневный второй срок на посту главного министра во время политического кризиса в Махараштре 2019 года, прежде чем уйти в отставку 28 ноября 2019 года Он является членом партии Бхаратия Джаната и Раштрия Сваямсевак Сангх. Фаднавис представлял юго-западный округ Нагпура в Законодательном собрании Махараштры с 2009 года.

## Биография
Фаднавис родился в индуистской семье маратхи в семье Гангадхара Фаднависа и Сариты Фаднавис в Нагпуре. Его отец, Гангадхар Фаднавис, был членом Законодательного совета Махараштры от Нагпура. Его мать, Сарита Фаднавис, потомок семьи Калоти из Амравати, была бывшим директором Жилищного кредитного общества Видарбха.

## Политическая карьера
Фаднавис начал свою политическую карьеру в середине девяностых. С того времени он занимал несколько руководящих должностей как в своей политической партии, так и в качестве избранного представителя. Будучи студентом колледжа, Фаднавис был активным членом членской организации BJP Akhil Bharatiya Vidyarthi Parishad (ABVP). В 1992 году в возрасте 22 лет и стал корпоративным. 5 лет спустя, в 1997 году, 27-летний Фаднавис стал самым молодым мэром муниципальной корпорации Нагпура и вторым самым молодым мэром в истории Индии.
Фаднавис представляет Нагпур в Законодательном собрании штата Махараштра (Видхан Сабха) с 1999 года.
Фаднавис занял пост лидера законодательной партии от BJP MLA в присутствии центральных наблюдателей от партии, министра внутренних дел Союза Раджнатха Сингха и национального генерального секретаря партии Джагата Пракаша Надды после избрания на эту должность. Как лидер крупнейшей партии в собрании штата Махараштра, Фаднавис был назначен главным министром Махараштры 31 октября 2014 года. Его правительство получило вотум доверия голосованием 12 ноября 2014 года, что позволило ему управлять.
23 ноября 2019 года Фаднавис сформировал правительство с помощью Аджита Павара из NCP ; однако это правительство просуществовало всего несколько дней. В течение этого короткого периода Фаднавис председательствовал на совещании по устойчивости к изменению климата с представителями Всемирного банка, перезапустил отдел возмещения расходов главного министра и санкционировал помощь фермерам в размере 5380 крор ₹ стерлингов.
После политического кризиса в Махараштре 2022 года, 30 июня 2022 года, Фаднавис принял присягу в качестве 9-го заместителя главного министра Махараштры, а Экнат Шинде стал главным министром.

## Награды и признание
Почетный доктор Городского университета Осаки, Япония (2018 г.) — Фаднавис был первым индийцем, удостоенным такой же награды за социально-экономическое развитие Махараштры 120-летний университет на тот момент уже присвоил свою высшую почетную степень. всего на 10 выдающихся личностях мира.
Награда за выдающееся лидерство в развитии от Джорджтаунского университета, США (июнь 2018 г.) — Фаднавис получил награду, которую он посвятил народу Махараштры.

## Споры
В июне 2023 года, после столкновений из-за сообщений в социальных сетях, прославляющих императора Великих Моголов Аурангзеба в Колхапуре, заместитель КМ Фаднавис заметил на публичном митинге, что как так получилось, что так много сторонников Аурангзеба, «Аурангзеб Ки Аулад», появилось в штате (Махараштра)?. Несколько политологов раскритиковали замечание Фаднависа Аурангзеб Ки Аулад (буквальный перевод «Дети Аурангзеба»), отметив, что оно представляет собой собачий свисток, нацеленный на мусульман в его штате. Несколько индуистских групп выступили против сообщений в социальных сетях, что привело к межобщинным столкновениям. Аурангзеб — неоднозначная фигура в Махараштре, которую часто считают ответственной за введение дискриминационного налога джизья на индуистов и снос многих индуистских храмов.